# Бонаква
«Бонаква» (англ. BonAqua) — подразделение компании The Coca-Cola Company по производству бутилированной воды.

## Описание
Напитки BonAqua, продававшиеся в Германии с 1988 по 2018 год, изготавливались из водопроводной воды. Существуют как столовые (Classic, Medium, Still), так и стоячие воды (Silver; только в McDonald’s). Несмотря на то, что торговая марка Bonaqua (выдуманное слово от латинского bona aqua — «хорошая вода») была зарегистрирована в Немецком ведомстве по патентам и товарным знакам (DPMA) в 1997 году, в Германии бренд назывался «Bonaqa». Это связано с тем, что на момент выхода на рынок в Германии зарегистрированный товарный знак под названием Bonaqua уже был зарегистрирован в DPMA. Срок охраны этого старого товарного знака Bonaqua, который был создан производителем оборудования для очистки воды (BWT Wassertechnik Schriesheim), истёк в 2009 году — через 50 лет после первой записи в реестре товарных знаков. Ещё один товарный знак с названием bonaqua был зарегистрирован в DPMA в 2003 году (аннулирован в 2013 году). Около тридцати заводов по розливу воды для Bonaqa в Германии получали воду от соответствующих муниципальных коммерческих служб. По словам производителя, уже чистая вода якобы снова фильтруется, затем обогащается минералами и, наконец, газируется. Бутилированная вода, произведённая таким образом, должна везде иметь одинаковый вкус. Эта вода также используется для приготовления всех других напитков Coca-Cola Group на основе сиропа, чтобы обеспечить постоянный вкус во всём мире.
С конца 1980-х годов продукция всё больше проникала на немецкий рынок, особенно за счёт жёсткой конкуренции в столовых, чтобы заполнить и эту рыночную нишу. В долгосрочной перспективе Dasani должен был утвердиться в качестве столовой воды в Германии и стать четвёртым брендом, доступным в мире (наряду с Coca-Cola, Fanta и Sprite). После того, как в Великобритании стало известно, что там разливают только воду из-под крана для Dasani, от соответствующих планов в отношении Германии отказались. Поскольку стоячие воды становятся всё более предпочтительными и на немецком рынке, в 2003 году были представлены сорта Medium и Still, а в 2005 году — Bonaqa Silver в качестве негазированной минеральной воды. В Германии к производителям Coca-Cola обычно относились местные или региональные минеральные источники, такие как Sodenthaler Mineralbrunnen или Urbacher Mineralquellen. В октябре 2016 года Coca-Cola European Partners Deutschland GmbH объявила, что 30 июня 2017 года скважина в Урбахе будет закрыта, а добыча будет прекращена.
В 2004 году также были представлены воды Bonaqa Fruits со вкусами яблоко-груша и апельсин-ананас. В 2006 году за ними последовал вкус виноград-киви, который весной 2007 года был заменён вкусом лайм-малина после неудовлетворительного успеха. В 2008 году были представлены вкусы Fresh & Spice Mango-Chili и Fresh & Spice Apple-Mint. В 2009 году на смену лаймово-малиновому вкусу пришли персик-маракуйя и лимон-маракуйя.
30 июня 2018 года розлив был окончательно прекращён, и бренд был выведен с немецкого рынка. Розлив в бутылки был прекращён уже в конце 2017 года.
В Норвегии, Швеции, Финляндии и многих других странах напиток продолжает продаваться под названиями Bonaqua или BonAqua и Bonaqua Silver с тем же или аналогичным ассортиментом от The Coca-Cola Company.

## В России
В России BonAqua начала свою деятельность в 1994 году. С 2008 года на российском рынке также продаются воды BonAqua Viva. В 2022 году в связи со вторжением России на Украину бренд был переименован в BonaAqua.

## В Беларуси
В Беларуси BonAqua начала свою деятельность в 1996 году.